# 80cm列車砲
80cm列車砲（80センチれっしゃほう、80-cm-Kanone (E)）は、第二次世界大戦でドイツ陸軍が実用化した世界最大の巨大列車砲である。
2基（2両）のみ製造され、1両目がクルップ社会長グスタフ・クルップの名前から“グスタフ”（シュヴェラー・グスタフ：ドイツ語：Schwerer Gustav：重いグスタフ）、2両目が設計主任エーリヒ・ミュラーの妻の名前から取られた“ドーラ”（Dora）の愛称を持つ。

## 概要
80cm列車砲は、フランスのマジノ線（マジノ要塞）の攻略を目的に、軍の依頼を受けたクルップ社で1934年から開発が始まり1940年に製造された。この砲は本来3基造られる計画だったが、3番砲は未完成で終わっている。
クルップ社製で、総重量約1350トン(1500トンの説もあり)、全長42.9m（全砲身長含めば47.3m）、全高11.6m。砲は砲身長32.48m、砲口径80cm（口径長40.6）のカノン砲であり、射程は30 - 48km（砲弾によって異なる）。砲弾は榴弾が4.8トン、ベトン弾が7.1トンと巨大であるために装填に時間がかかり、発射速度は1時間に3、4発しかなかった。砲弾の輸送のためには専用の貨物列車が必要で、砲身寿命も短く、100発程度の使用で400トンある砲身の交換が必要になった。
発射の反動は5軸10輪の台車8台で駐退復座装置とあわせて吸収した。台車は大型の貨車を4両（台車8台）使用し、射撃陣地に敷設される専用線路はレールが4本 が必要であった。さらに、組み立て時には列車砲自身の走行する4本のレールに加え輸送用の貨車の走る通常の軌道、これらの6本のレールをはさんで1本ずつ敷設される計2基の組み立て用クレーン（吊り上げ容量10t）の走行するレールの計8本のレール が必要となった。
砲の移動には専用のディーゼル機関車2両（後述#牽引用機関車D311型を参照）を使用し、長距離の移動の際には分解されて運ばれた。その巨大さ故に運用には多大な時間がかかり、実際の砲撃に先立つ整地、レールの敷設、砲の移動、組み立てなどに数週間を要した。そのため、実戦に参加したのは1942年のセヴァストポリ要塞攻囲戦、スターリングラード攻防戦など数回でしかない。この巨大な列車砲を稼動させるには、砲自体の操作に約1,400人、防衛・整備等の支援に4,000人以上の兵員と技術者が必要であり、歩兵部隊であれば旅団の規模であった。事実、これらを統括する指揮官は少将が任命されており、これは当時のドイツ陸軍において旅団もしくは師団の長を任ぜられる階級である。
運用部隊として第672重砲兵隊(E)が編成され、前述のセヴァストポリ要塞攻囲戦では1番砲グスタフがカール自走臼砲などといったドイツ軍の保有する大口径火砲の一群として参加し、要塞に対して16キロの距離から48発を発射した。
当列車砲は、要塞攻略等その運用に適した戦闘においては圧倒的な破壊力を示した。当時これに替わりうると考えられていた航空機による爆撃には、航空機自体の脆弱性や全天候行動能力の限界、爆撃の命中精度などの問題があったが、当列車砲の場合、敵航空機の脅威がなければ確実に敵を制圧できるだけの攻撃を敢行することが可能であったからである。ただし爆弾の重量や爆薬量など威力面においては爆撃機の使用する航空爆弾の方が遥かに高かった。一例としてイギリスのグランドスラム爆弾は約10tあり、本砲の使用砲弾の二倍以上の重量を誇る。また、既述のとおり極めて使い勝手の悪い兵器であり、またドイツが制空権を失ったため実力を発揮する場面は少なかった。大きなコストを必要とするにもかかわらず、爆撃機は80cm列車砲を攻撃可能であるのに対し80cm列車砲は爆撃機に反撃できない点もこの列車砲の打たれ弱い点だった。
なお、グスタフ/ドーラは、カノン砲としては世界最大であるが、単純に砲口径だけで比較すれば、世界最大なのはアメリカ軍が製造したリトル・デーヴィッド（「Little David」）迫撃砲の36インチ(91.4cm)砲である。ただし、砲身長や砲重量、砲弾重量などの点で言えば、カノン砲であるグスタフ/ドーラの方が遥かに巨大である。

## 実戦での運用
80cm列車砲はマジノ線の攻略用に開発されたものだが、1940年に行われたフランス戦には完成が間に合っておらず、仮にマジノ線への総攻撃が行われていたとしても実戦投入の機会はなかったことになる。同年10月に実施が計画されていたジブラルタル攻撃（フェリックス作戦）に際して投入が予定されていたが、やはりこの時点でも未完成であった。
1941年にはようやく1番砲が完成し、同年9月、マグデブルク北東のヒラースレーベン(Hillersleben)近郊の実験場にて最初の試射が行われた。その後、砲はポメラニアのリューゲンヴァルデ（Rügenwalde：現在のポーランド領ダルウォボ）の射撃試験場に移送され、試射と運用訓練が行われた。

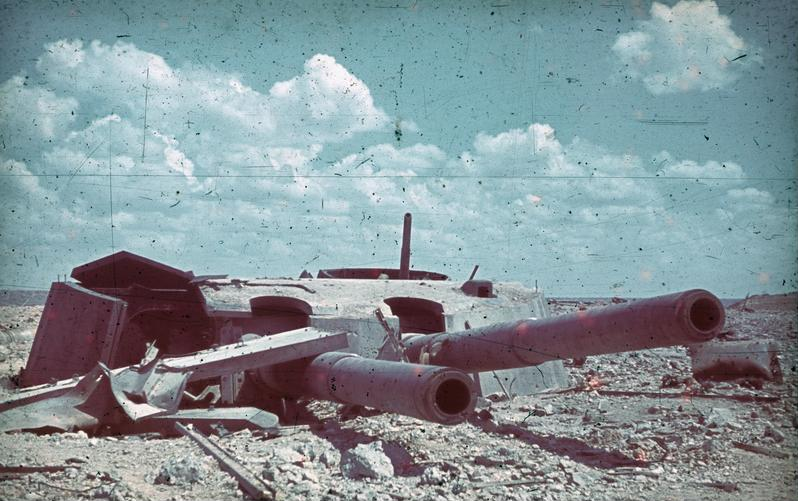
破壊されたセヴァストポリ要塞の30.5cm連装砲塔

1942年1月、運用部隊として部隊長ベーム(R. Böhm)大佐の下に第672重砲兵隊(E)が編成され、同年2月には1番砲“グスタフ”をセヴァストポリ要塞攻囲戦に投入することが決定されたため、第672重砲兵隊(E)は拡大再編成されて出撃した。分解された機材は3月初旬から搬出を開始し、同月下旬より順次現地に到着し、4月中には運用のための専用線他の構築が完了、5月には砲の据え付けを開始、6月5日には発射準備が整った。6月6日には10mのコンクリートに防護された地下30mの海底弾薬庫に命中させてこれを破壊、6月17日にはマキシム・ゴーリキー砲台の30.5cm砲塔に命中弾を与えている。この一連の戦いにおいてグスタフは48発を発射し、攻囲戦の後に施条の摩耗により寿命の尽きた砲身を交換、その後レニングラード包囲戦に参加するためレニングラードの郊外に移動、1943年まで待機状態でその地に駐留した。
2番砲“ドーラ”は1942年に入って完成し、1942年8月中旬にスターリングラード攻防戦に参加するためにスターリングラード郊外に展開し、同年9月13日には発射準備体制を完了させたが、同年11月には戦況の急変に伴い撤収している。
以後、グスタフ、ドーラ共に重砲兵部隊の展開が行われた作戦の度に投入が検討されたが、移動と展開、そして射撃準備に膨大な人員と資材、そして週単位の時間が必要なことから、計画される度に中止され、戦争後半になるとドイツ軍が制空権を失ったことから、移動することすらままならなくなっていった。1944年のワルシャワ蜂起鎮圧にもカール自走臼砲と共に投入が計画され、出動準備の段階まで移行していたが、最終的には投入はされていない。
グスタフ・ドーラ共に1945年4月には連合国軍に鹵獲されることを避けるために爆破処分され、グスタフの残骸はケムニッツの近郊でソビエト軍に、ドーラの残骸はニュルンベルク近郊でアメリカ軍によって発見・回収されたが、回収された残骸のその後の行方はわかっていない。
なお、3基目（3両目）は砲口径を52cmに減少させた代わりに砲身長を43mにまで増加した長砲身型（口径長82.7）に変更される予定だった。この砲は通常の砲弾だけではなく、弾体にロケットモーターを内蔵したロケット補助推進弾を発射可能で、発射重量680kgの弾体を最大射程190kmの距離に投射することができるとされていた。しかし3番砲は完成せず、砲の一部だけが戦後エッセンのクルップ工場で発見されている。

## 砲弾

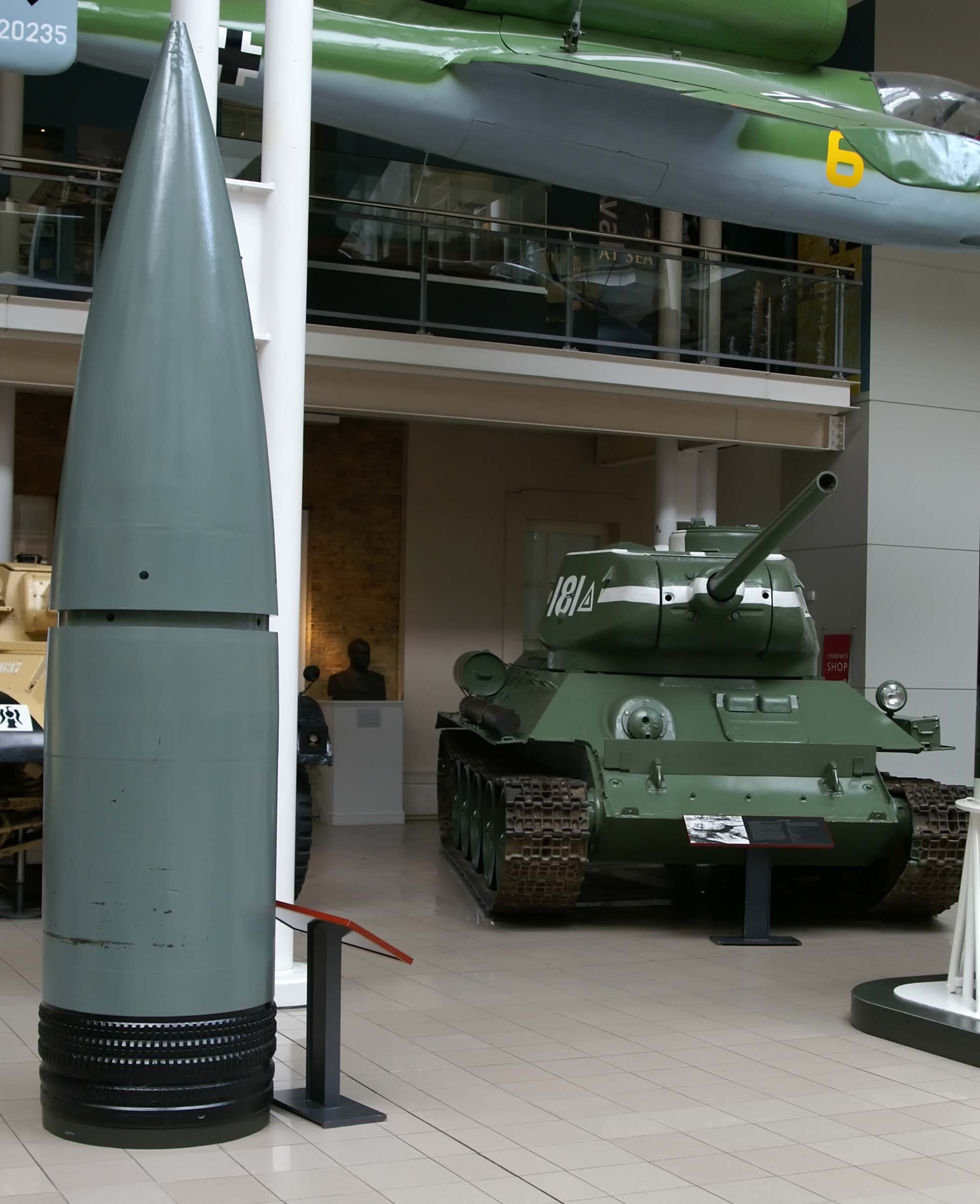
800mm砲弾と T-34/85の比較（Imperial War Museum）

### 榴弾
- 重量: 4.8 t (4,800 kg)
- 初速: 820 m/s
- 最大射程: 48 km
- 爆薬重量: 700 kg
- クレーターサイズ: 幅10m、深さ10m

### ベトン弾
砲弾本体はニッケルクロム鋼で、ノーズコーンはアルミニウム合金で出来ていた。
- 全長: 3.6 m
- 重量: 7.1 t (7,100 kg)
- 初速: 720 m/s
- 最大射程: 38 km
- 爆薬重量: 250 kg
- 貫通力: 7 mのコンクリートを貫通

## ギャラリー

大きさの比較 赤いシルエットはOTR-21 トーチカ（NATOコードネーム：SS-21“スカラブ”）戦術弾道ミサイル（初期型で射程約70km）
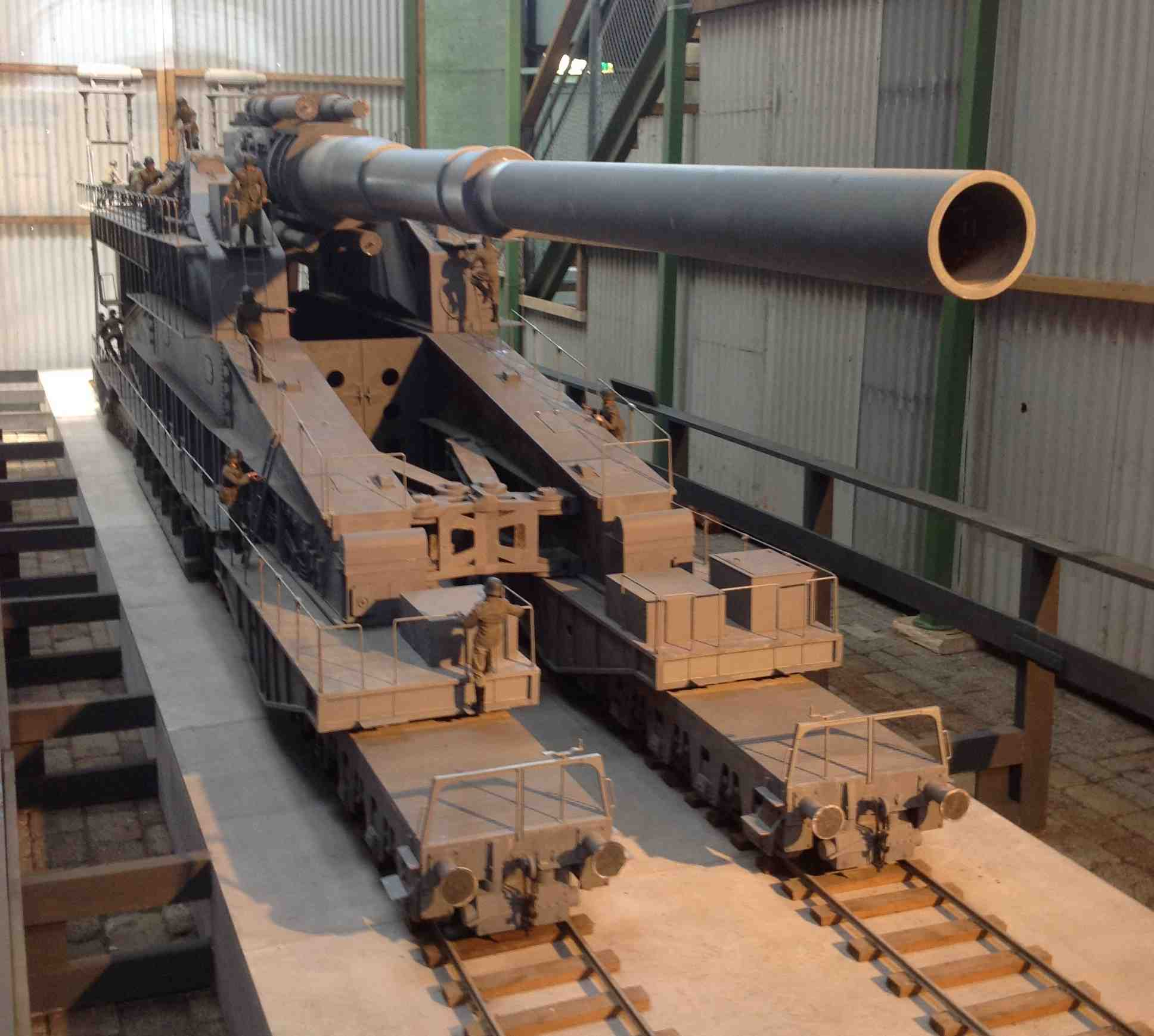
前方から見た80cm列車砲（模型）。砲架部分が左右2列の台車に載っている構造が判る

## 牽引用機関車D311型

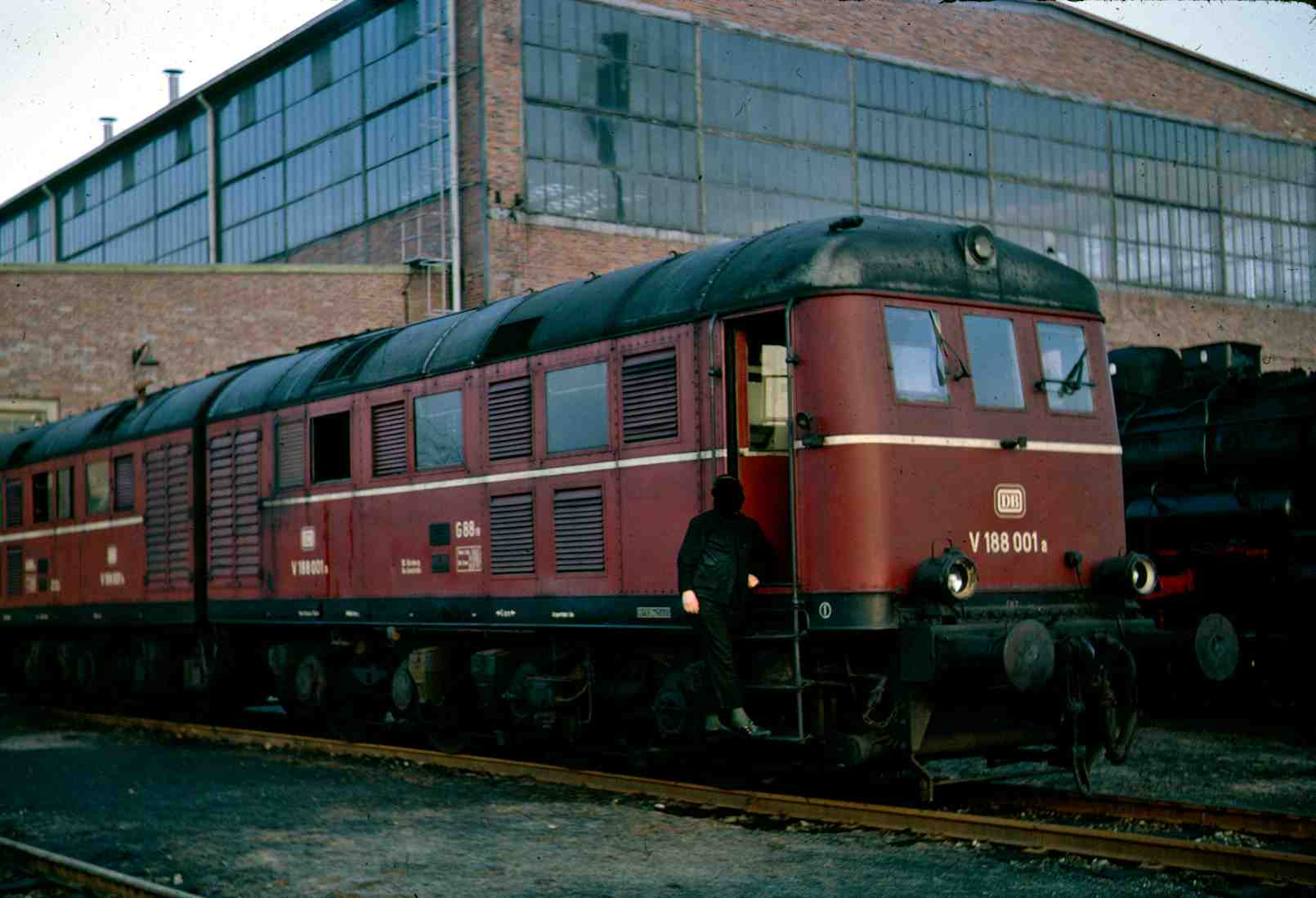
D311型ディーゼル機関車
_{写真は戦後西ドイツ国鉄で使用されたもの}

80cm列車砲を牽引するための、専用の電気式ディーゼル機関車D311型も製造された。2両固定編成2組が1941年にクルップ社で製造された。全長22.5m、出力1,880馬力、最高速度75km/h、8動軸（4動軸*2両）で、総重量147tであった。
この機関車は、第二次世界大戦後は西ドイツ国鉄V188型→288型ディーゼル機関車となり、貨物列車を牽引した。288型は1972年まで使用された。

## 自走砲型
クルップ社は、1942年12月に本列車砲の「自走砲型」として、総重量1,500tに達する巨大陸戦車両、Landkreuzer P.1500 Monster（陸上巡洋艦 P.1500 “モンスター”）の設計案をアドルフ・ヒトラーに提出している。
これは「巨大な戦車が必要である」というヒトラーの要望に応えたもので、開発計画も承認されたが、1943年には軍需大臣のアルベルト・シュペーアによって中止されている。
P.1500は、開発計画によれば、250mmの車体前面装甲を持つ1,500tの自重を複数の巨大な装軌式走行装置で支え、MAN社製の潜水艦用ディーゼルエンジン（2,200馬力）4基で駆動して15km/時で走行し、80cm主砲と副武装として2基の15cm sFH 18重榴弾砲、MG151 15mm機関砲多数を装備する、というものであったが、当時の技術水準やドイツ軍の運用能力、そして製造に要する戦争資源の使用量等を考えると明らかに過大な計画であり、実際に実現するものとして計画が進められていたかについては疑問も多い。

## 登場作品
現在に至るまで実戦化された最大の大砲ということで、数々の作品で取り上げられており、中には少なからぬ欠点をフィクションならではの大胆なアレンジ・改良で克服した発展型が登場する事もある。